# ハッカ油
ハッカ油（ハッカゆ、Mentha Oil）は、シソ科ハッカ属の多年草の茎・葉を乾燥させたものを水蒸気蒸留し、得られた取卸油から固形分（粗ハッカ脳）を除去して調製された精油である。ハッカ脳の副生成物として製造されている。
油脂ではないが、親油性や脂溶性・疎水性があり、その性質が油脂に似ていることからハッカ油と呼ばれている。

## 概要
色は、無色∼微黄色澄明の液で、特異で爽快な芳香がある。味は、初めは舌を焼くようだが、後に清涼となる。
原料は、メントールの含量が多いニホンハッカが主に使用されている。ペパーミントを原料とするものは、セイヨウハッカ油もしくはペパーミント油と呼ぶ。セイヨウハッカ油は、ニホンハッカ由来のものとは成分の割合がやや異なるため、やや甘く爽やかな香りがある。
主成分はテルペン類のl-メントールで、その割合は日本薬局方では30.0％以上、医薬部外品原料規格では50.0%以上と定められている。この他に、l-メントン・l-リモネン・ピネン（α-ピネン､β-ピネン）・3-オクタノール・l-イソメントン・l-ネオメントール・ピペリトン・d-プレゴン・メントフラン・l-メンチルアセテート・ピペリトン・シネオールなどが微量含まれている。食品添加物としては、既存添加物の香辛料抽出物に指定されている。
性質は、エタノールまたはジエチルエーテルと混和し、水にほとんど溶けない。
消防法における危険物の分類は、第四類第三石油類 危険等級Ⅲの引火性液体であるため、貯蔵最大数量は2キロリットルである。
日本薬局方のハッカ油は薬局で販売されているほか、雑貨扱いのハッカ油については雑貨店や北海道物産店・アロマテラピー用品専門店で販売されている。

## 用途
香料・矯味矯臭剤・清涼化剤・溶解剤や、害虫忌避剤、害獣の忌避剤として使われている。またハッカ水の製造にも用いられる。

### 薬効
外皮用薬・歯科領域としては、局所に穏やかな冷感刺激を与えることで知覚神経の麻痺が生じるため、これにより鎮痒・鎮痛効果が期待できる。また冷感刺激により軽い炎症を起こさせ、それによる反射的な血管拡張を促すことによる収れん作用・消炎効果が期待できる。口腔咽喉薬・含嗽薬（うがい薬）では、芳香による清涼感の付加を目的として使用される。
セイヨウハッカ油は古代ローマ・古代エジプト時代より消化器系・呼吸器系疾患の治療に利用されている。日本消化器病学会の『機能性消化管疾患診療ガイドライン2020 ―過敏性腸症候群（IBS）（改訂第2版）』では過敏性腸症候群の補完代替医療として、セイヨウハッカ油を含有する薬が有用だと報告している。そしてヨーロッパでの長年の使用実績から、日本でも処方薬として過敏性腸症候群改善薬「コルペルミン」（一般名：セイヨウハッカ油）が販売されている。
また経皮吸収型鎮痛消炎薬「ロコアテープ」（一般名：エスフルルビプロフェン・ハッカ油製剤）では、鎮痛を目的として配合されている。

### 涼感
約26度以下の温度を感知する温度感受性チャネルであるTRPM8が、主成分のメントールによって活性化させられるために涼感が得られる。なお暑さ対策として、エタノールで希釈した低濃度のハッカ油が使われることがあるが、前述のように涼感は錯覚であり体温が下がるわけではないので、熱中症の予防効果はない。

## 使用上の注意
ハッカ油に含まれるリモネンによりゴムやスチロール樹脂が侵食されるため、室内で噴霧する際や保存容器の選定に気をつける必要がある。
またハッカ油を主成分とするネズミ忌避剤を大量に吸いこんだために肺炎を発症したという報告があり、使用法を誤ると健康被害が発生する恐れがある。
小動物の周りでの使用には注意が必要である。特に肉食動物（猫・フェレット・カワウソ・猛禽類など）には、肝臓にグルクロン酸転移酵素が存在しないため、グルクロン酸抱合によるケトン類（メントン・ピネン・イソメントン・ピペリトン・プレゴンなど）の分解ができない。そのため肝不全や腎不全の原因になることがある。また草食動物・雑食動物であっても、小動物は人間に比べてケトン類の分解能力が低いため注意が必要である。